# Deronectes theryi
Deronectes theryi là một loài bọ cánh cứng trong họ Bọ nước. Loài này được Peyerimhoff miêu tả khoa học năm 1925.